# Peucetia viridis
Peucetia viridis är en spindelart som först beskrevs av John Blackwall 1858.  Peucetia viridis ingår i släktet Peucetia och familjen lospindlar. Inga underarter finns listade i Catalogue of Life.